# Church of Our Lady Mary of Zion
|  | 이 문서의 제목, '시온의 성모 성당'는 아직 번역되지 않은 지명입니다. 추후 바뀔 가능성이 있으니 주의하여 주시기 바랍니다. |

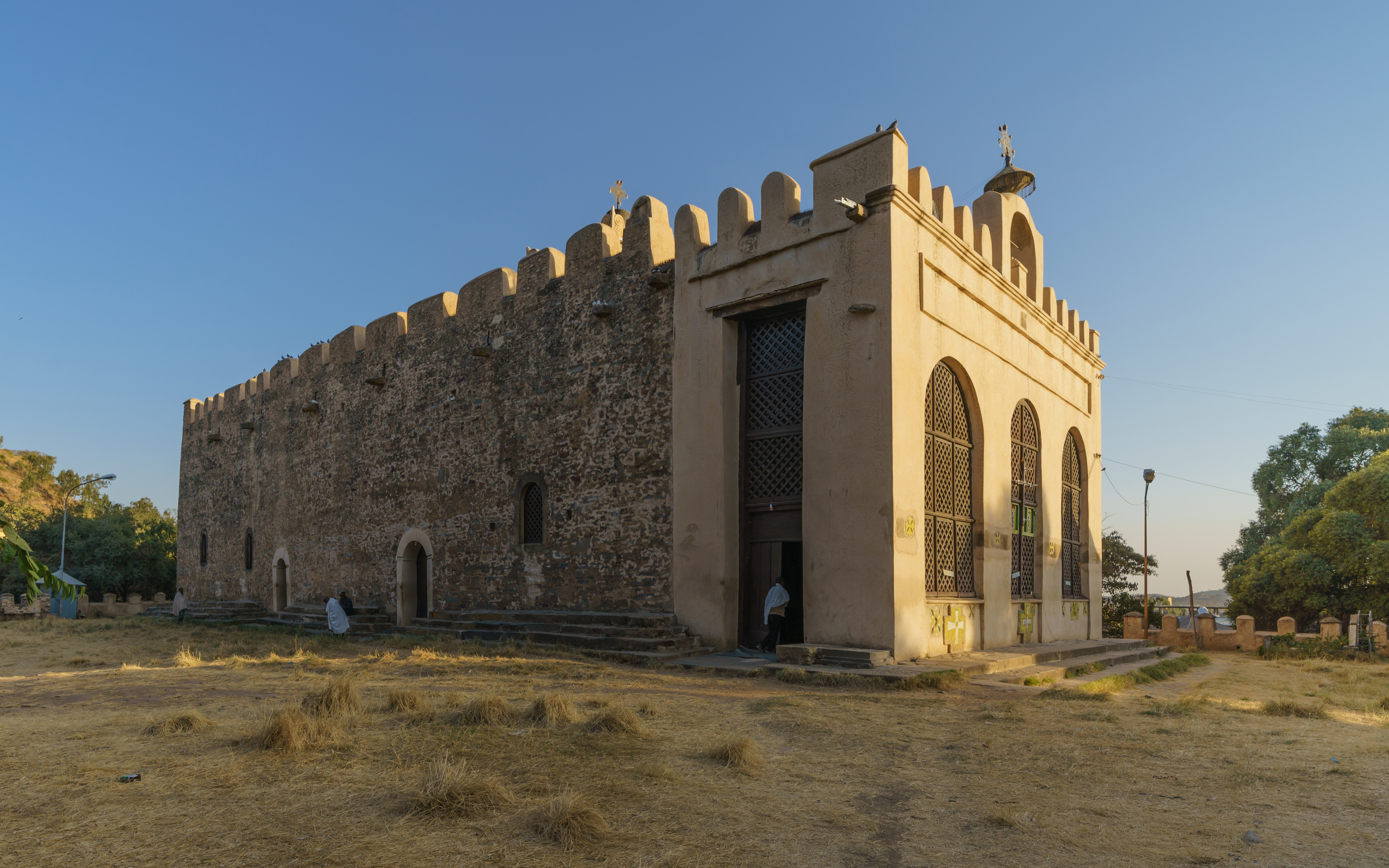
Church of Our Lady Mary of Zion

시온의 성모 성당은 에티오피아 악숨에 있는 교회이다. 성경에 나오는 언약궤가 이 곳에 있다고 전해진다.